# Francisco Mago Leccia
Francisco Mago Leccia (21 de mayo de 1931; Tumeremo, Estado Bolívar-27 de febrero de 2004; Puerto la Cruz) fue un ictiólogo venezolano.

## Breve reseña biográfica
Mago Leccia nació el 21 de mayo de 1931 en el Estado Bolívar.
En cuanto a su formación académica Francisco Mago se gradúa de Docente de Educación Secundaria (Mención Biología y Química) en el entonces “Instituto Pedagógico de Caracas”, (en la actualidad Universidad Pedagógica Experimental El Libertador). Posteriormente realiza estudios de Maestría en la Universidad de Miami en el Estado de Florida en los Estados Unidos. Finalmente se doctora en Ciencia en el año de 1976 en la Universidad Central de Venezuela (UCV) bajo la dirección de uno de los más famosos ictiólogos del mundo el Dr. Stanley H. Weitzman; con la tesis titulada:“Los peces Gymnotiformes de Venezuela: un estudio preliminar para la revisión del grupo en la América del Sur”.

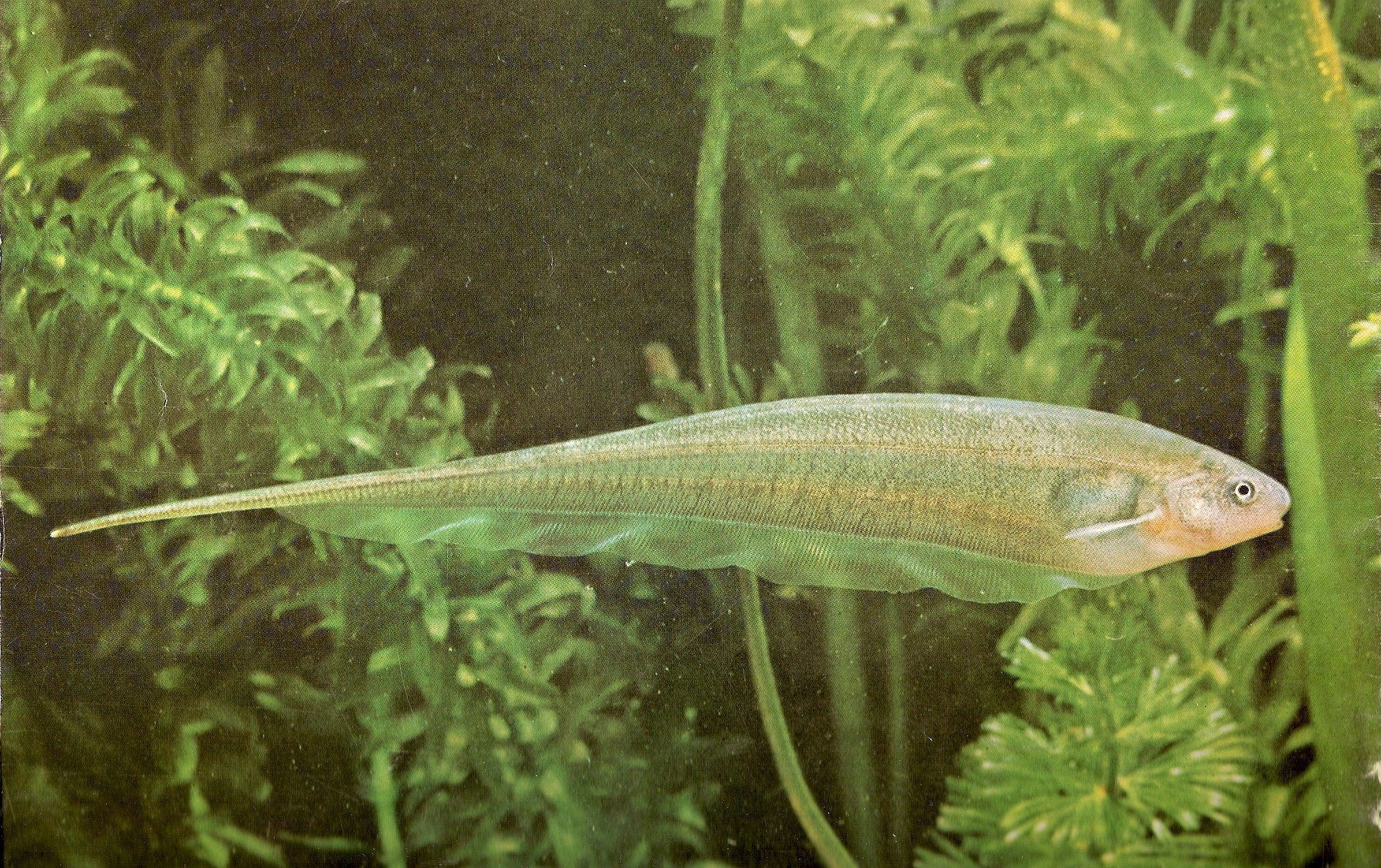
Eigemania viricens (Gymnotiformes: Sternopygidae).

Mago fue un profesor universitario integral en el sentido docente dictó en la Escuela de Biología de la Facultad de Ciencias de la UCV por muchos años las asignaturas de Biología Animal, Biología de Vertebrados e Ictiología Sistemática.
Se le reconoce como fundador del Instituto Oceanográfico de la Universidad de Oriente en la Ciudad de Cumaná, Estado Sucre – Venezuela, así como del Instituto de Zoología y Ecología Tropical (IZET) adscrito a la Facultad de Ciencias de la Universidad Central de Venezuela, en su actividad como miembro del IZET condujo como Director los destinos del Museo de Biología de la Universidad Central de Venezuela (MBUCV), fue director editor de la revista Acta Biológica Venezuelica (ABV), Director del Acuario Agustín Codazzi; Director de la Oficina Nacional de Pesca del Ministerio de Agricultura y Cría.
Dentro de su actividad el IZET colocó al Laboratorio de Ictiología del IZET y la Colección de Peces del Museo de Biología de la Universidad Central de Venezuela en el panorama de las investigaciones ictiológicas a nivel continental. En relación con esta colección realizó una misión sin precedente en la historia nacional al enriquecer la colección de peces incorporándoles la fauna continental de los ríos de los estados Guárico, Apure, Portuguesa y Bolívar además de los ya exigentes del ambiente marino con los cuales se inició la colección. Esta labor titánica permitió que la Colección de Peces del MBUCV sea en la actualidad una de las más importantes del continente con más de 33000 lotes catalogados.
Francisco Mago Leccia nos deja en febrero de 2004, perdiendo la comunidad científica un valor irreemplazable y un docente ejemplar como hacen falta en el país.

## Obra y Bibliografía desarrollada por Francisco Mago Leccia

### Libros
- Mago Leccia, Francisco. (1970): “Lista de los peces de Venezuela incluyendo un estudio preliminar de la ictiogeografía del país”. Ministerio de Agricultura y Cría. Caracas – Venezuela 285p.
- Mago Leccia, Francisco. (1976): “Los peces Gymnotiformes de Venezuela: un estudio preliminar para la revisión del grupo en la América del Sur”. Universidad Central de Venezuela. Tesis Doctoral. Caracas – Venezuela 376p.
- Mago Leccia, Francisco. (1978): “Los peces de agua dulce de Venezuela”. Cuadernos Lagoven. Lagoven, S. A. Caracas – Venezuela. 36p.
- Mago Leccia, Francisco. (1978): “Los peces de la Familia Sternopygidae de Venezuela”. Acta Científica Venezolana”. 29(supl.1):1-91.
- Mago Leccia, Francisco (1994): “Electric Fishes of the continental waters of América”. Biblioteca de la Academia de Ciencias Físicas, Matemáticas y Naturales. XXIX:1-229p.

### Artículos en revistas y otras fuentes
- Mago Leccia, Francisco. (1958): “The comparative osteology of the scombroid fishes of the genus Scomberomorus from Florida”. Bulletin of the Marine Sciences of the Gulf and Caribbean. 8(4):299-341.
- Mago Leccia, Francisco. (1962): “Osteología comparada en ocho especies de Pomadassyidae (Pisces-Perciformes) del golfo de Cariaco, Venezuela y áreas adyacentes”. Boletín del Instituto Oceanográfico. Universidad de Oriente. 1(2):396-473.
- Mago Leccia, Francisco. (1965): “Contribución a la sistemática y ecología de los peces la laguna de Unare, Venezuela. Bulletin of the Marine Sciences. 15(2):274-330.
- Mago Leccia, Francisco. (1965): “Nuevas adiciones a la ictiofauna de Venezuela. I”. Acta Biologica Venezuelica. 4(13):365-420.
- Mago Leccia, Francisco. (1966): “Los peces de los llanos de Venezuela” Universidad Central de Venezuela. Instituto de Zoología Tropical. Caracas – Venezuela. 33p.
- Mago Leccia, Francisco. (1967): “Notas preliminares sobre los peces de los llanos de Venezuela”. Boletín de la Sociedad Venezolana de Ciencias Naturales. 27(112):237-263.
- Mago Leccia, Francisco. (1968): “Notas sobre los peces de río Guaire”. En: Estudios de Caracas Ecología Vegetal y Fauna. Universidad Central de Venezuela. Caracas - Venezuela. 2 volúmenes. Pp:227-256.
- Mago Leccia, Francisco. (1970): “Estudio preliminar sobre la ecología de los peces de los llanos de Venezuela”. Acta Biologica Venezuelica. 7(1):71-102.
- Mago Leccia, Francisco. (1971): “La ictiofauna del Río Casiquiare”. 'Revista Defensa de la Naturaleza'. 1(4):5-6; 8-11.
- Mago Leccia, Francisco. (1972): “Consideraciones sobre la sistemática de la familia Prochilodontidae (Osteichthyes, Cypriniformes), con una sinopsis de las especies de Venezuela”. Acta Biologica Venezuelica. 8(1):35-96.
- Mago Leccia, Francisco. y Machado A, Antonio (1976): Los Peces del Aquarium Agustín Codazzi. Imprenta Universitaria (UCV), Caracas.
- Mago Leccia, Francisco. (1977): “Sistemática, biogeografía y piscicultura de los peces de agua dulce de Venezuela”. Primer Simposium Latinoamericano de Acuicultura, Maracay – Venezuela. 15p.
- Mago Leccia, Francisco. & Zares, T. M. (1978): “The taxonomic status of Rhabdolichops troscheli (Kaup, 1856), and speculations on gymnotiform evolution”. Env. Biol. Fish. 3(4):379-384:
- Mago Leccia, Francisco. (1983): “Entomocorus gameroi una nueva especie de bagre auqueniptérido (Teleostei, Siluriformes) de Venezuela, incluyendo la descripción de su dimorfismo sexual secundario”. Acta Biologica Venezuelica. 11(4):215-236.
- Mago Leccia, Francisco., Lundberg, J.G. & Baskin, J.N. (1985): Systematic of the South American freshwater fish genus Adontostermarchus (Gymnotiformes: Apteronotidae). Comtrib. Sci. Nat. Hist. Mus. Los Angeles County, N.º 358:12-19.
- Lundberg, J.G. & Mago Leccia, Francisco (1986): a review of Rhabdolichops freshwater fishes, with descriptions of four new species. Porc. Acad. Nat Sci. Phila. 138(19):53-85.
- Mago Leccia, Francisco. (1995): “El cultivo del camarón de río Macrobrachium carcinus, un potencial desestimado en Venezuela”. FONAIAP Divulga. 50:
- Mago Leccia, Francisco., Nass, Pedro. y Castillo. Otto. (1986). “Larvas, juveniles y adultos de bagres de la Familia Pimelodidae (Teleostei, Siluriformes) de Venezuela”. Proyecto S1-1500-CONICIT, Informe Final, 168 pp.
- Lumdberg, John G., Lewis, W. M., Saunders, J. F. y Mago Leccia, Francisco. (1987): “A major foot web component in the Orinoco river chanel: evidence from planktivorus electric fishes. Science. 237:81-83.
- López Rojas, Hector., Machado Allison, Antonio. y Mago Leccia, Francisco. (1988): “Ecological studies in tropical fish communities”, Copeia. 2:503-505.
- Lundberg J. G., Mago Leccia, Francisco. y Nass, Pedro. (1991): Exallodontus aguanai, a new genus and species of pimelodidae (pisces: siluriformes) from deep river channels of South America, and delimitation of the subfamily pimelodinae. Proceedings of the Biological. Society of Washington. 104 (4): 840-869.
- Taphorn, Donald., Royero, Ramiro., Machado Allison, Antonio. y Mago Leccia, Francisco. (1997): “Lista actualizada de los peces de agua dulce de Venezuela”. En: La Marca, E. (Editor): Vertebrados actuales y fósiles de Venezuela. Serie Catálogo Zoológico de Venezuela. Vol. 1. Museo de Ciencia y Tecnología de Mérida. Mérida – Venezuela. Pp:55-100.
- Machado Allison, Antonio, Chernoff, Barry., Royero, Ramiro., Mago Leccia, Francisco., Velásquez, Justiniano., Lasso, Carlos., López Rojas, Héctor., Bonilla Rivero, Ana, Provenzano, Francisco., y Silvera, Cristina. (2000): “Ictiofauna de la cuenca del Río Cuyuní en Venezuela”. Interciencia. 25(1):13-21. Redalyc (enlace roto disponible en Internet Archive; véase el historial, la primera versión y la última).

### Manuales docentes
- Bello, Rosaura, Bodini, Roberta., Chacín, Haydeé de., Gugig, Mireya de., Mago Leccia, Francisco., Rada, Delia. (1980): “Phylum Chordata: Subphylum Vertebrata”. En: En: Bodini, R y Rada D. “Biología Animal”. Editorial Ateneo de Caracas. Pp:87-95. Caracas – Venezuela.
- Mago Leccia, Francisco. (1980): “Phylum Porifera”. En: En: Bodini, R y Rada D. “Biología Animal”. Editorial Ateneo de Caracas. Pp:87-95. Caracas – Venezuela.
- Mago Leccia, Francisco. (1980): “Subphylum Cephalocordata”. En: En: Bodini, R y Rada D. “Biología Animal”. Editorial Ateneo de Caracas. Pp:256-261. Caracas – Venezuela.
- Mago Leccia, Francisco. (1983): “Ictiología sistemática laboratorio”. Universidad Central de Venezuela. Caracas – Venezuela.
- Racenis, Janis. y Mago Leccia, Francisco. (1980): “Taxonomía”. En: En: Bodini, R y Rada D. “Biología Animal”. Editorial Ateneo de Caracas. Pp: 35-50. Caracas – Venezuela.

### Especies descritas por Francisco Mago Leccia

#### Gymnotiformes

##### Familia Apteronotidae
- Adontosternarchus clarkae Mago-Leccia, Lundberg y Baskin, 1985[11]
- Adontosternarchus devenanzii Mago-Leccia, Lundberg y Baskin, 1985[12]
- Compsaraia compsus (Mago Leccia, 1994)[13]
- Megadontognathus cuyuniense Mago-Leccia, 1994[14]
- Porotergus compsus Mago-Leccia, 1994[15]
- Sternarchella orinoco Mago-Leccia, 1994[16]
- Sternarchella orthos Mago-Leccia, 1994[17]
- Sternarchorhynchus roseni Mago-Leccia, 1994[18]

##### Familia Gymnotidae
- Gymnotus cataniapo Mago-Leccia, 1994[19]
- Gymnotus pedanopterus Mago-Leccia, 1994[20]
- Gymnotus stenoleucus Mago-Leccia, 1994[21]

##### Familia Hypopomidae
- Hypopygus neblinae Mago-Leccia, 1994.[22]
- Racenisia fimbriipinna Mago-Leccia, 1994[23]

##### Familia Sternopygidae
- Eigenmannia nigra Mago-Leccia, 1994[24]
- Rhabdolichops eastwardi Lundberg y Mago-Leccia, 1986[25]
- Rhabdolichops electrogrammus Lundberg y Mago-Leccia, 1986[26]
- Rhabdolichops stewarti Lundberg y Mago-Leccia, 1986[27]
- Rhabdolichops zareti Lundberg y Mago-Leccia, 1986[28]
- Sternopygus astrabes Mago-Leccia, 1994[29]

#### Siluriformes

##### Familia Auchenipteridae
- Entomocorus gameroi Mago-Leccia, 1983[30]

##### Familia Pimelodidae
- Exallodontus aguanai Lundberg, Mago-Leccia y Nass, 1991[31]
- Gladioglanis conquistador Lundberg, Bornbusch y Mago-Leccia, 1991[32]
- Gladioglanis machadoi Ferraris y Mago-Leccia, 1989[33]

## Honores y reconocimientos
Diversas especies han sido descritas y dedicadas en honor a este insigne ictiólogo venezolano y continental.
- Ageneiosus magoi Castillo y Brull, 1989[34][35]
- Apteronotus magoi de Santana, Castillo & Taphorn, 2006[36]
- Creagrutus magoi Vari y Harold 2001[37]
- Brachyglanis magoi Fernández-Yépez, 1967[38]
- Bryconops magoi Chernoff & Machado, 2005[39]
- Serrabrycon magoi Vari, 1986[40]
- Stellifer magoi Aguilera, 1983[41]

### Libros
- LLC Books (2010): Venezuelan Biologists: Venezuelan Ecologists, Venezuelan Zoologists, Francisco Mago Leccia, Tobas Lasser, Adolf Ernst, Jess A. Rivas. Books LLC. Publisher. ISBN 9781158714476[42]

## Abreviatura (zoología)
La abreviatura Mago-Leccia  se emplea para indicar a Francisco Mago Leccia como autoridad en la descripción y taxonomía en zoología.